# Pia Bergendahl
Pia Brita Margareta Bergendahl, född 11 oktober 1963 i Haparanda, Norrbottens län, är en svensk skådespelare och lärare.
Hon var tidigare gift med manusförfattaren Lars Lundström.

## Filmografi
- 1992 – Den goda viljan
- 1994 – Fritänkaren – filmen om Strindberg
- 1994 – Tre kronor (TV-serie)
- 1995 – Anmäld försvunnen (TV-serie)
- 1997 – Emma åklagare (TV-serie)
- 1997 – Under ytan
- 1999 – S:t Mikael (TV-serie)
- 2002 – Under ytan (film)